# Ténuirostres

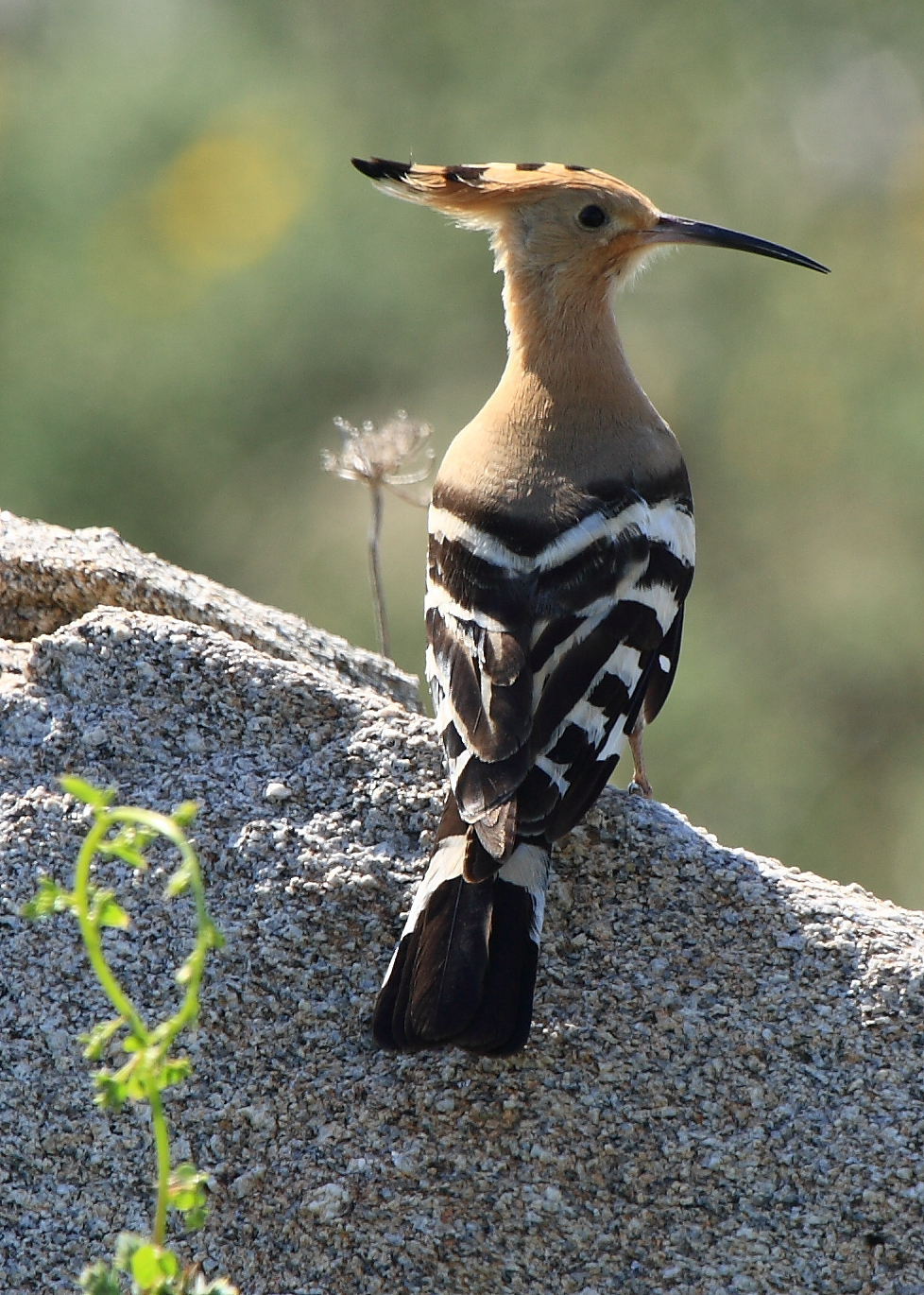
Huppe fasciée.

Les Ténuirostres (ou Leptoramphes) forment un taxon obsolète d'oiseaux (principalement passereaux) dans la classification de André Marie Constant Duméril. Les becs ténuirostres sont des becs fins et longs généralement arqués. Lés Téniurostres regroupent les Sittelles, les Grimpereaux, les Colibris, les Orthorinques (que Duméril nomme Oiseaux-mouches et différencie des Colibris par la direction du bec), les Huppes, les Guêpiers, les Martin-pêcheurs, et les Todiers.
Bien qu'il ait créé ce taxon, Duméril constate lui-même que c'est un rapprochement artificiel : « Les passereaux dénommés Ténuirostres ont tous le bec au moins deux fois plus long que la tête ; mais ce sont des oiseaux rapprochés arbitrairement, dont la forme et les mœurs sont très-différents selon les genres. Les uns ont le bec plus ou moins anguleux et pointu, et peuvent attaquer les animaux dont ils se nourrissent ; d'autres ont le bec non flexible et une langue tubulée, formée de deux portions de cylindre avec laquelle ils pompent le nectar des fleurs. »